# Xã West Albany, Quận Wabasha, Minnesota
Xã West Albany (tiếng Anh: West Albany Township) là một xã thuộc quận Wabasha, tiểu bang Minnesota, Hoa Kỳ. Năm 2010, dân số của xã này là 398 người.